# اومبرتو راهو
اومبرتو راهو (ایتالیایی: Umberto Raho؛ ۴ ژوئن ۱۹۲۲ – ۹ ژانویهٔ ۲۰۱۶) بازیگر اهل ایتالیا بود. 
از فیلم‌هایی که وی در آن نقش داشته‌است، می‌توان به خالهٔ مونیکا، جنبه خوب پائولینا، یک پارچه جواهر، آخرین روزهای موسولینی، وقتی عشق شهوت است، موسی قانون‌گذار، علاءالدین، پرنده‌ای با بال‌های بلورین، عزیز، تابلوی خانواده در صحنه‌ای از زندگی روزانه، شبح، اعتراف، هفت دریا به کاله، حکم، قفسی برای دیوانگان ۳: عروسی، نمایش هراس‌انگیز عجیب و غریب نیمه‌شب، زنان زندانی بند ۷، آنا، آن لذت خاص، مشکل پُردردسر، مجنون!، والری، ظاهر و باطن، خوشی من، خوشی توست و نامزدشده اشاره کرد.